# عبدالمحسن بن حمود
عبدالمحسن بن حمّود لقب‌گرفته به امینُ‌الدین (۱۱۷۴ - ۱۲۴۵م) (نسب:ابوالفضل عبدالمحسن بن حمود بن عبدالمحسن تنوخی حلبی) محدث، کاتب، ادیب و شاعر شامی بود.